# 나비붓꽃속
나비붓꽃속(----屬, 학명: Diplarrena 디플라레나[*])은 붓꽃아과의 단형 족인 나비붓꽃족(--蘭草族, 학명: Diplarreneae 디플라레네아이[*])에 속하는 유일한 속이다.

## 하위 분류
- 나비붓꽃(D. moraea Labill.)
- D. latifolia Benth.